# Kolej Wilhelma
Kolej Wilhelma (Wilhelmsbahn AG) – zbudowana w latach 1842–1847 linia kolejowa Koźle – Racibórz – Bogumin, odgałęzienie Kolei Górnośląskiej, fragment pierwszego połączenia kolejowego Berlin – Wiedeń.
Pierwotnie dla linii przewidywana była nazwa Kolej Kozielsko-Bogumińska. Z uwagi na poparcie, udzielone inicjatywie budowy linii przez króla pruskiego Fryderyka Wilhelma IV, wdzięczni akcjonariusze postanowili jednak ją zmienić, upamiętniając zarazem imię króla w nazwie kolei. Koncesja na budowę linii została udzielona w maju 1844.
Daty otwarcia poszczególnych odcinków:
- 1 stycznia 1846 Kędzierzyn – Racibórz
- 1 maja 1847 Racibórz – Chałupki
- 1 września 1848 Chałupki – Bogumin.

W późniejszym okresie kolej wybudowała kolejne linie: w 1855 linię Racibórz – Głubczyce, a w latach 1855-1858 linię Nędza – Ligota z imponującym tunelem koło Czernicy o długości 727 m, przebitym na głębokość do 28 m pod szczytem wzgórza.
W 1869 linia kolejowa została wykupiona przez Kolej Górnośląską, a następnie wraz z nią wcielona do pruskich kolei państwowych w 1886 r.